# Владимир Анђелић
Владимир Анђелић (Београд, 10. август 1980) је бивши српски рукометаш који је од 2011. до 2015. године играо за сениорску репрезентацију Сједињених Америчких Држава, а учествовао је на Панамеричком првенству у мушком рукомету 2014.

## Каријера
Анђелић је професионалну каријеру почео 1997 године када је потписао свој први професионални уговор са РК Партизан где је провео 7 година представљајући клуб на највишем нивоу националних и међународних такмичења. Он је такође био члан јуниорске репрезентације Југославије od 2000. до 2001. години и био је део тима који се квалификовао за Европско првенство у рукомету за мушкарце У-20 у Атини у којој је Југославија освојила златну медаљу. У професионалној каријери играо је за РК Партизан Београд РК Борац Бања Лука, и Металац из Ваљева. Са РК Партизан, освојио је две титуле првака Југославије и два Купа Југославије. Учествовао је и са РК Партизан у Лиги шампиона Европе 2000.
Током сезоне 2002/03, Владимир Анђелић је активно је учествовао у разним такмичењима у овом периоду, укључујући ЕХФ Лигу шампиона 2002–03 и ЕХФ Европски куп 2002-03. Поред тога, он је дао допринос у ранијим сезонама као што су Куп победника купова 2001-02 и ЕХФ куп 2000-01.

## Клубови
- 1997—2003.  Партизан
- 2003.  Борац Бања Лука
- 2003—2004. Металац
- 2004. Партизан

## Трофеји

### Партизан
- Првенство СР Југославије (2) : 1998/99, 2001/02.
- Куп СР Југославије (2) : 1997/98, 2000/01.

## Такмичења
| Године  | Такмииење              | Клуб              | Реф. |
| 2002-03 | ЕХФ Лига шампиона      | РК Партизан (ЈУГ) |      |
| 2002-03 | ЕХФ Европски куп       | РК Партизан (ЈУГ) |      |
| 2001-02 | Куп победника ЕХФ купа | РК Партизан (ЈУГ) |      |
| 2000-01 | ЕХФ Европски куп       | РК Партизан (ЈУГ) |      |
| 1999-00 | ЕХФ Лига шампиона      | РК Партизан (ЈУГ) |      |
| 1998-99 | Куп победника ЕХФ купа | РК Партизан (ЈУГ) |      |